# Laguna del Diamante (Provinz Mendoza)
Die Laguna del Diamante ist ein See in der argentinischen Provinz Mendoza, nahe der Grenze zum westlichen Nachbarland Chile.

## Lage
Der See liegt in den argentinischen Anden und ist von Bergen mit einer Höhe von mehr als 5000 Metern umgeben. Auf Grund dieser Lage ist der See nur sehr schwer zu erreichen. Von Mendoza aus kann der See zwischen Dezember und März mit dem Auto erreicht werden, die Fahrt in holprigem Gelände dauert etwa vier Stunden. In unmittelbarer Nähe des Sees befindet sich der 5264 m hohe Vulkan Maipo.

## Name
Das Spiegelbild des Vulkans Maipo im kristallklaren Wasser des Sees gab ihm den Namen den Laguna del Diamante, da die Berge im Wasser wie Diamanten aussehen. Der See ist Teil eines gleichnamigen Naturreservats.